# Erstfeld
Erstfeld (toponimo tedesco) è un comune svizzero di 3 765 abitanti del Canton Uri.

## Monumenti e luoghi d'interesse

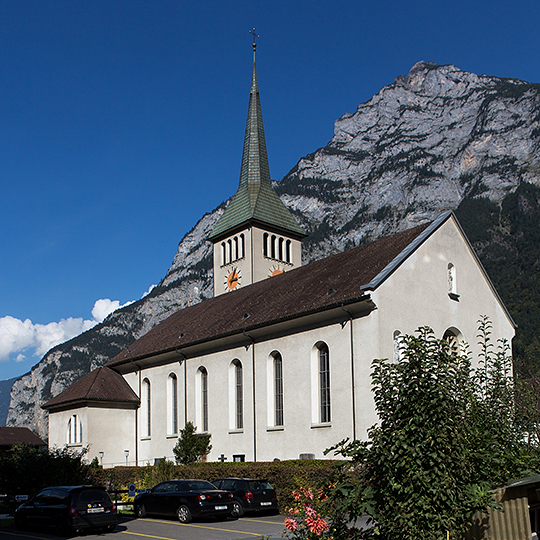
La chiesa dei Santi Ambrogio e Otmaro

- Chiesa parrocchiale cattolica dei Santi Ambrogio e Otmaro, attestata dal 1318, ricostruita nel 1870-1872 e rinnovata nel 1956-1958[1].

## Società

### Evoluzione demografica
L'evoluzione demografica è riportata nella seguente tabella:
Abitanti censiti

## Infrastrutture e trasporti

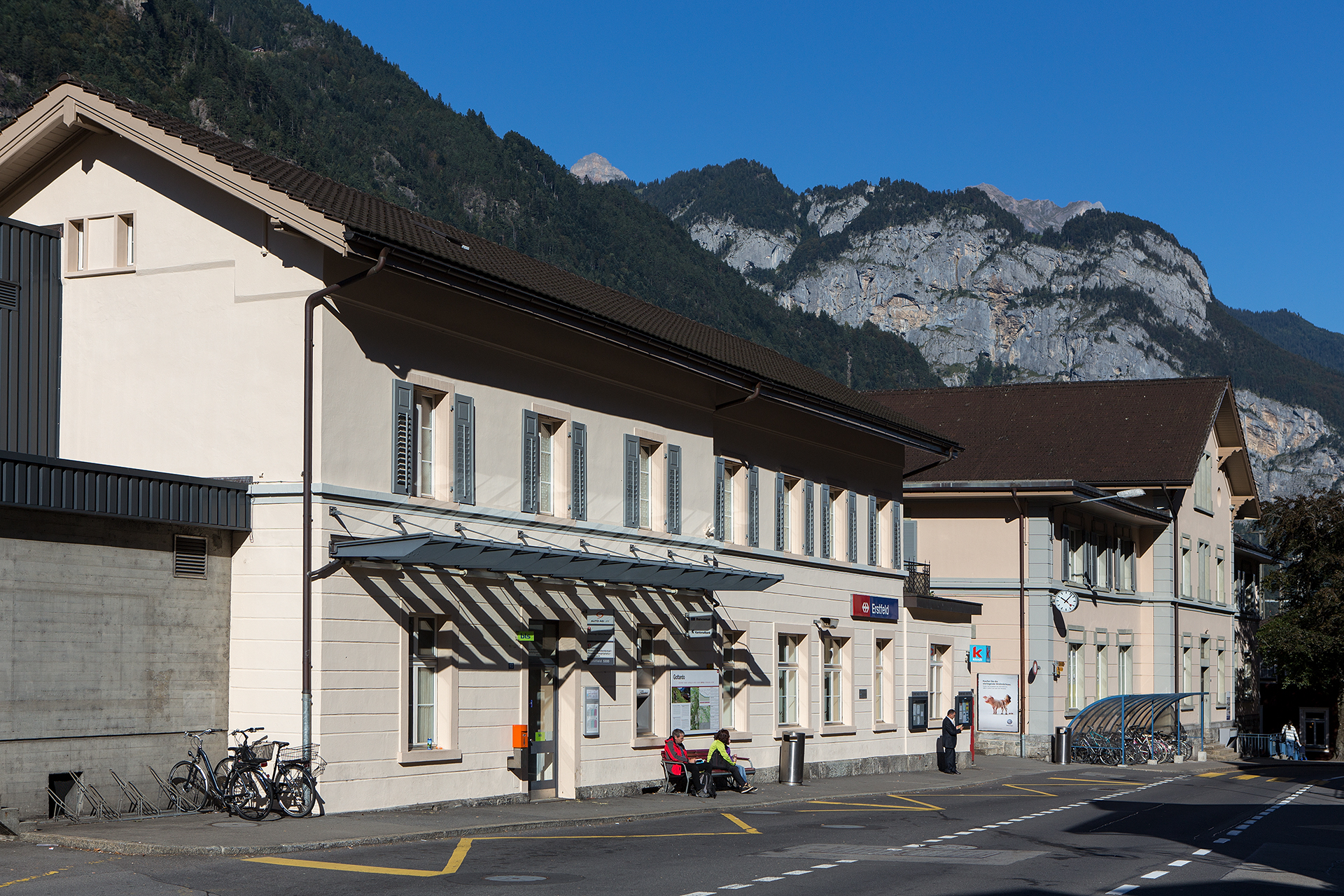
La stazione di Erstfeld

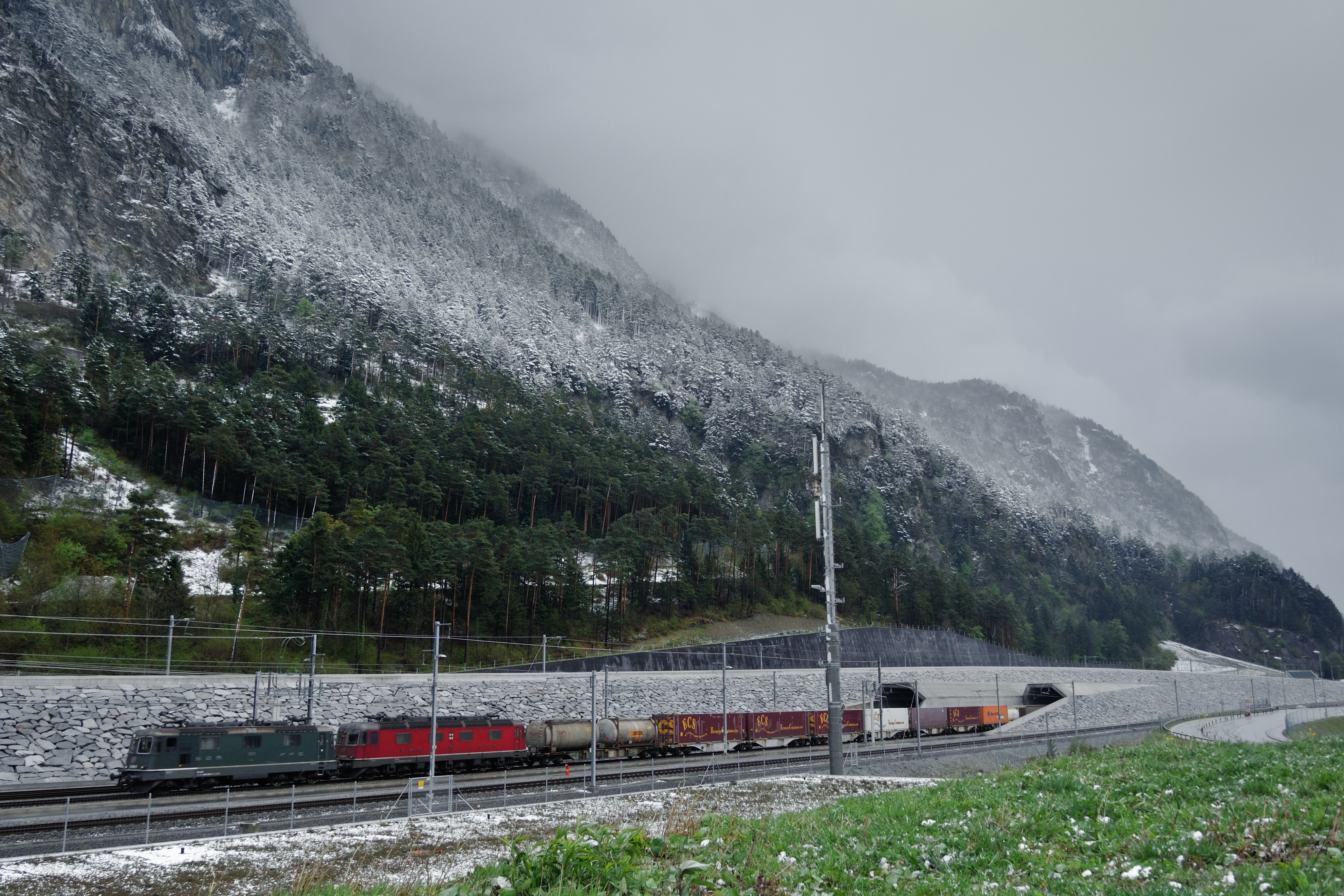
Il portale nord della galleria di base del San Gottardo

Erstfeld è servito dall'omonima stazione, lungo la ferrovia del Gottardo. A Erstfeld si trova il portale nord della galleria di base del San Gottardo.

## Amministrazione
Ogni famiglia originaria del luogo fa parte del cosiddetto comune patriziale e ha la responsabilità della manutenzione di ogni bene comune ricadente all'interno del territorio comunale.